# Група на Балинт
Методът на Балинт групите е групов метод по своята същност, при който се обучават лекари (общи или тясно специализирани), психотерапевти и психоаналитици във взаимоотношенията между лекар и пациент. Идеята е развита през 1945 г. от Майкъл Балинт и жена му Енид Балинт.
Метода се състои в събиране на 10-12 души веднъж седмично за по два часа под ръководството на един или двама аналитици. Там практикуващите обменят своите мисли и идеи по конкретни случаи на някой от групата с цел получаване на страничен поглед върху случая, който е независим от личните емоции и преживявания на лекаря/аналитика/психотерапевта. Целта на този метод е да позволи на самия специалист да разбере по-добре феномените на преноса и контрапреноса. Основните въпроси в тази връзка са: Какво прави лекаря с пациента? Какво прави пациента на лекаря? Какви чувства поражда в него (и в другите членове на групата)?
Според Балинт предотвратяването на контрапреноса става чрез запълването на „фундаменталната липса“ (отсъствие на независимо външно оценяване) в аналитичния процес.
Метода става много популярен и започват да се създават цели асоциации, които се занимават с него като първите са Медицинско общество Балинт на Франция (1967), Медицинско общество Балинт на Великобритания (1969). Впоследствие такива общества се създават в Италия (1974), Германия, Белгия и Русия (1994). В България също са правени опити за работа по този метод.